# Estremera
|  | Aquest article tracta sobre el municipi. Vegeu-ne altres significats a «Estremera (desambiguació)». |

Estremera és un municipi a la Comunitat Autònoma de Madrid. Té una superfície de 79,1 km² amb una població de 1.261 habitants i una densitat de 15,94 hab/km². És el municipi més oriental de la Comunitat de Madrid, vora el límit amb Castella-la Manxa. El seu terme municipal limita amb els de Brea de Tajo, Maquilón i Algarga. Dins el seu terme municipal trobem el Centre Penitenciari Madrid VII, la presó més moderna de la Comunitat de Madrid.

## Demografia
| 1991 | 1996 | 2001 | 2004 |
| ---- | ---- | ---- | ---- |
| 1047 | 1076 | 1049 | 1156 |